# Fascia diaphragmatique
Le fascia diaphragmatique est la couche fibreuse qui recouvre le diaphragme.

## Description
Dans la littérature il existe plusieurs façons de l'aborder.
Selon l'académie nationale de la médecine, le fascia diaphragmatique est le fascia qui recouvre la face supérieure du muscle.
Le fascia diaphragmatique est parfois considéré en deux parties : le fascia diaphragmatique supérieur sur la face supérieure du muscle et le fascia diaphragmatique inférieur sur la face inférieure du muscle.
Selon la nomenclature TA2, la partie supérieure partie est considérée comme faisant partie du fascia endothoracique et la partie inférieure est intégrée dans les fascias abdominaux. Cette dernière partie est nommée fascia diaphragmatique dans la nomenclature TA2.
Ce dernier présente au niveau du hiatus œsophagien, il présente un épaississement se rattachant fermement à l’œsophage : le ligament phrénico-œsophagien inférieur.